# Hockey Club Albertville
 (juin 2023).
Si vous disposez d'ouvrages ou d'articles de référence ou si vous connaissez des sites web de qualité traitant du thème abordé ici, merci de compléter l'article en donnant les références utiles à sa vérifiabilité et en les liant à la section « Notes et références ».
Le Hockey Club Albertville (HCA)  est un club français de hockey sur glace basé à Albertville. Surnommés les Castors d'Albertville, ils évoluent en Division 3.

## Historique
Créé en 1992 durant la période des J.O. d'Albertville, le HCA est un club qui existe en Championnat par le biais de son équipe sénior de manière disparate. Après quelques saisons entre 2005 et 2009, le club tente de relancer une équipe en compétition pour la saison 2018-2019. Pour autant le club est un appui privilégié de la Fédération pour organiser des rencontres de ses équipes nationales féminines et jeunes.

### Historique des logos